# Anaxarcha
Anaxarcha es un género de las mantis, de la familia Hymenopodidae, del orden Mantodea. Tiene 10 especies reconocidas científicamente.

## Especies
- Anaxarcha acuta
- Anaxarcha graminea
- Anaxarcha hyalina
- Anaxarcha intermedia
- Anaxarcha limbata
- Anaxarcha pulchella
- Anaxarcha pulchra
- Anaxarcha sinensis
- Anaxarcha tianmushanensis
- Anaxarcha zhengi